# Aranedra arae
Aranedra arae är en stekelart som beskrevs av Burks 1971. Aranedra arae ingår i släktet Aranedra och familjen kragglanssteklar.
Artens utbredningsområde är Costa Rica. Inga underarter finns listade.